# Forcipomyia tokunagai
Forcipomyia tokunagai är en tvåvingeart som först beskrevs av Oka et Asahina 1948.  Forcipomyia tokunagai ingår i släktet Forcipomyia och familjen svidknott. Inga underarter finns listade i Catalogue of Life.